# 梅花山 (南京)

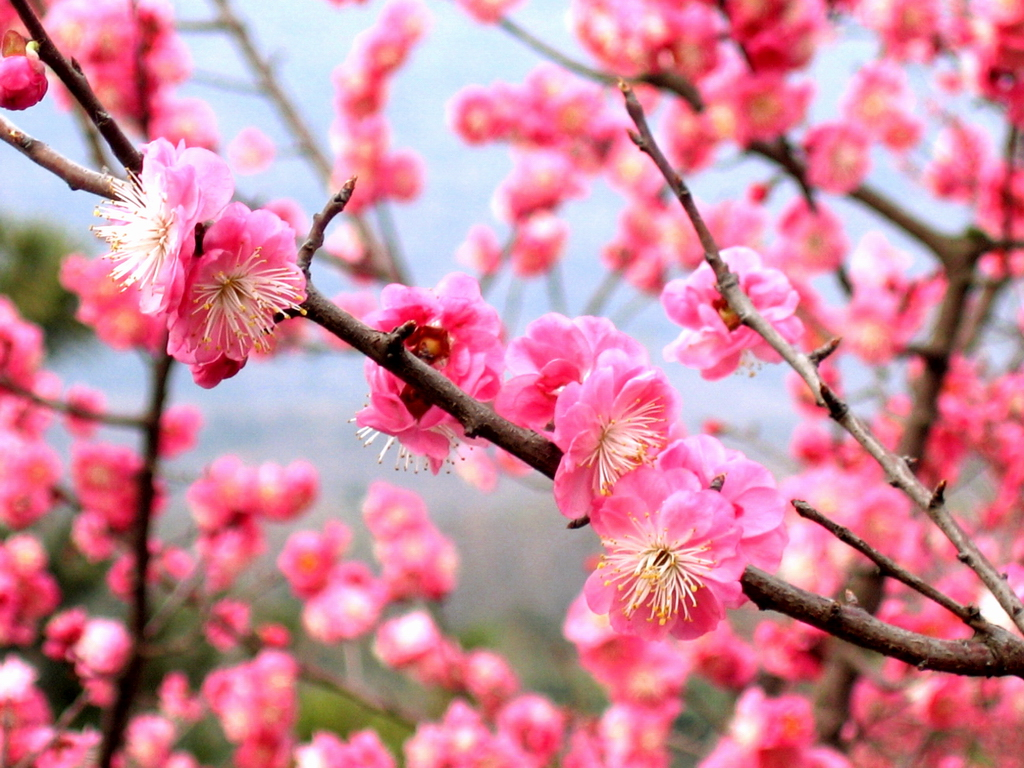
梅花

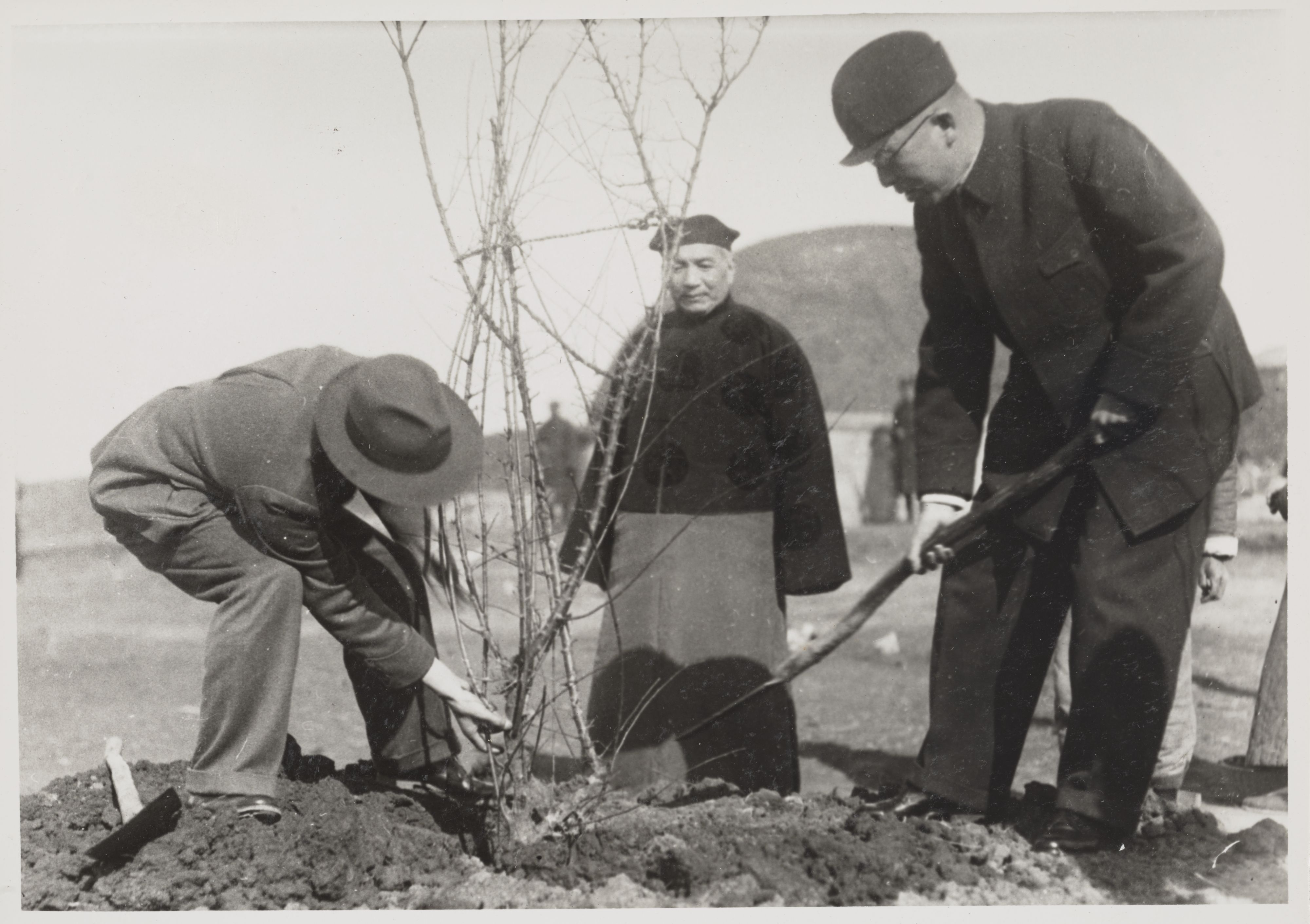
1944年11月，汪精衛政權時任外交部部長褚民誼於汪精衛墓前監督、視導陵園的梅樹植栽工作。

梅花山是中国南京东郊紫金山南麓的一座低矮丘陵，位于中山陵西南、明孝陵正南。山上遍植梅花，因此得名。梅花山以及山下的“万株梅园”占地400余亩，有230个品种，13,000余株梅树，以品种奇特著称，为四大梅园之一，每年春季举办有“中国南京国际梅花节”。
因相传东吴大帝孙权葬在梅花山，此地原名孙陵岗、吴王坟。山下的孙权故事园建于1994年，内有孙权雕像和孙权故事浮雕碑廊。2006年，江苏省地震局地震工程研究院利用精密磁测技术在山顶博爱阁南侧地下发现大型地下建筑，据认为可能是孙权墓葬。
明孝陵位于梅花山正北，神道在梅花山下由南折向东，通往“四方城”碑亭。传说朱元璋说孙权是条好汉，要让他给自己守墓，所以没有迁走孙权的陵墓。梅花山南侧的神道（即石象路）上共立有石兽6种12对，依次是：狮、獬豸、麒麟、马、骆驼、象，每种两对，一卧一立。石象路尽头立有墓表一对。
1944年，汪精卫病死日本后葬于梅花山。汪精卫墓的整體建築構建仿照中山陵设计，墓區包含墓室、祭堂和牌坊等紀念設施，但隔年碰上日本投降，汪墓最終只有墓室和祭堂完工。1946年，国民政府迁回南京之前，何应钦下令将汪墓炸毁，汪氏尸骸在清凉山火葬场火化扬灰。汪墓原址上建起一座廊亭，北面横额上有孙科手书的“放鹤”二字，现在此处又名“观梅轩”。
山顶观梅轩北侧的博爱阁为1993年海峡两岸商务协调会会长张平沼发起捐建。

## 画廊

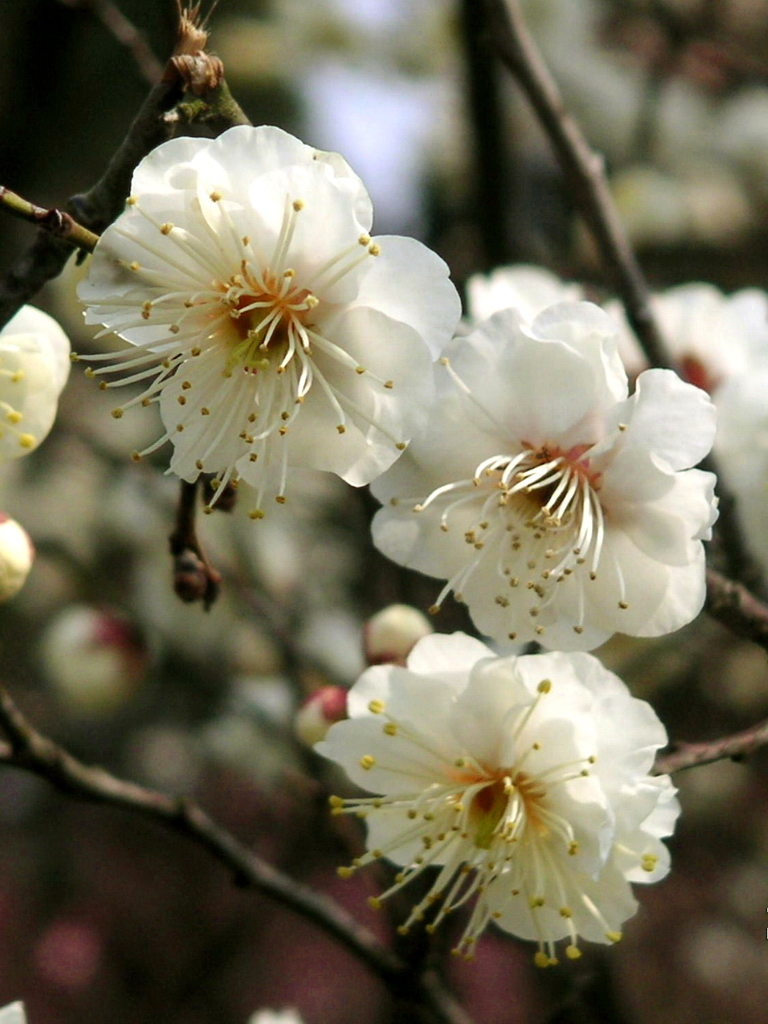
梅花
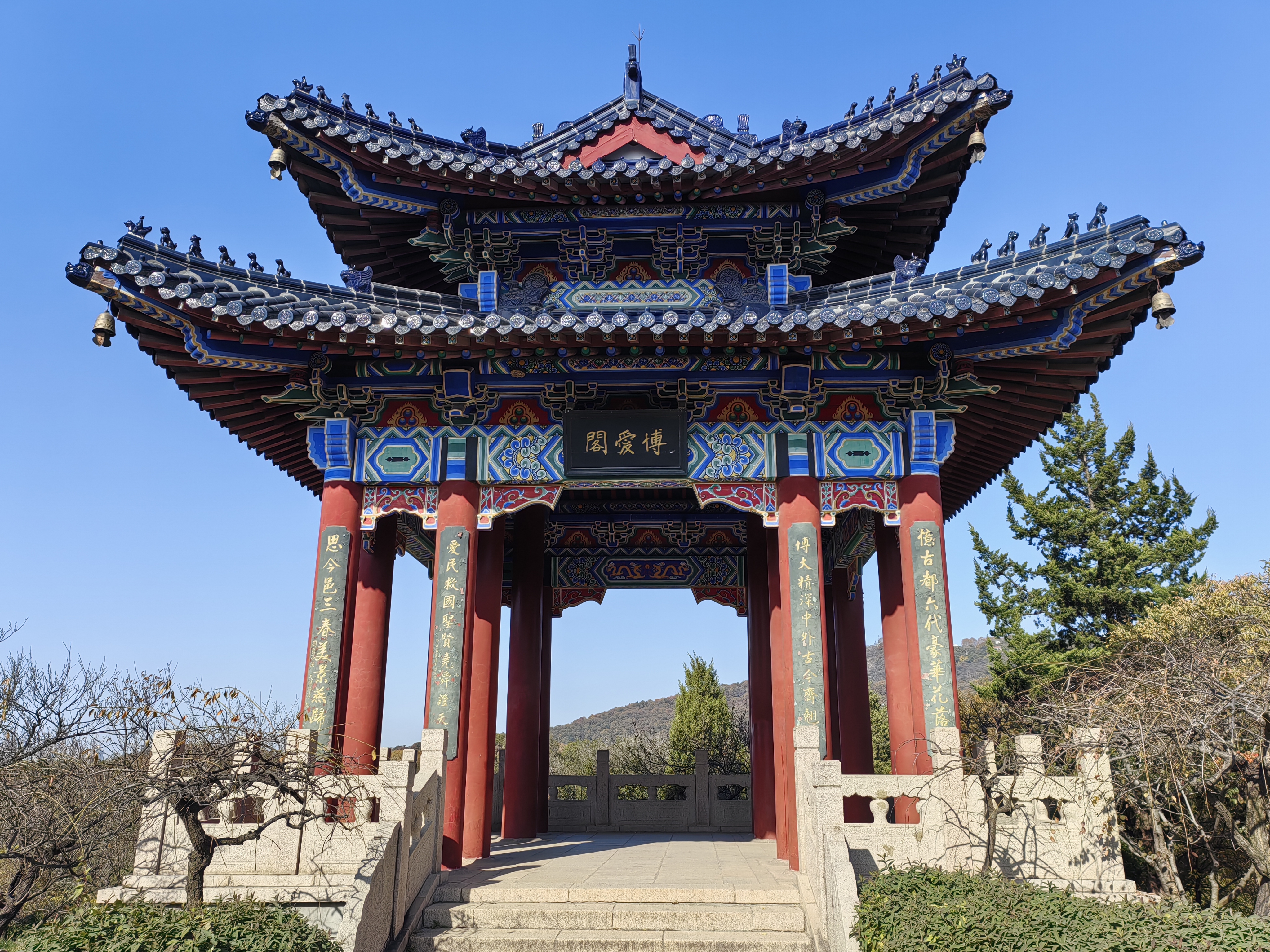
博爱阁
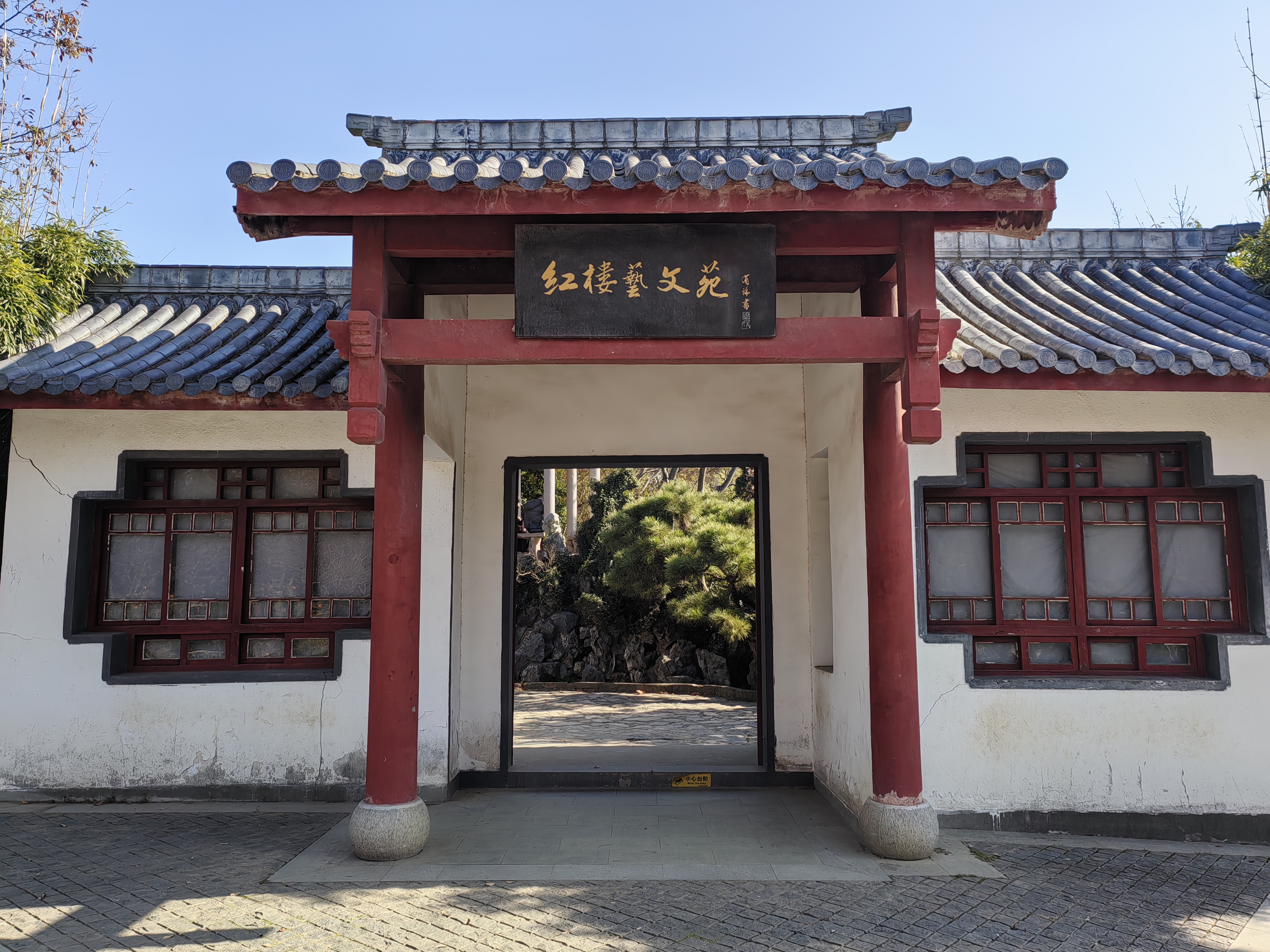
紅樓藝文苑
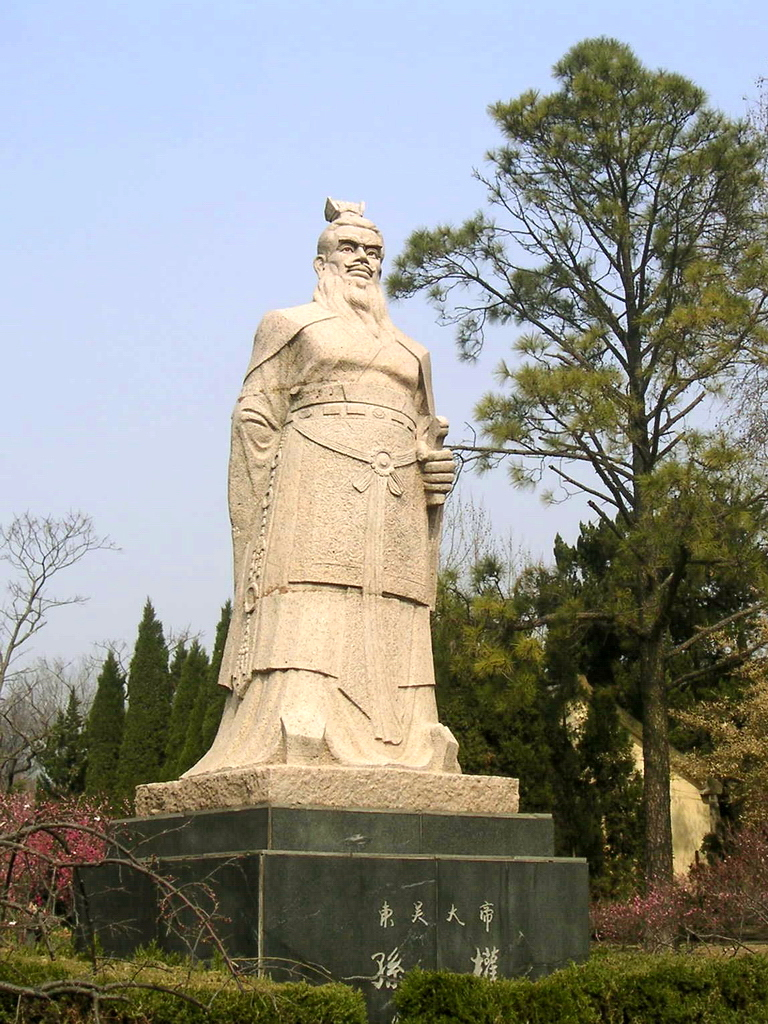
孙权石像
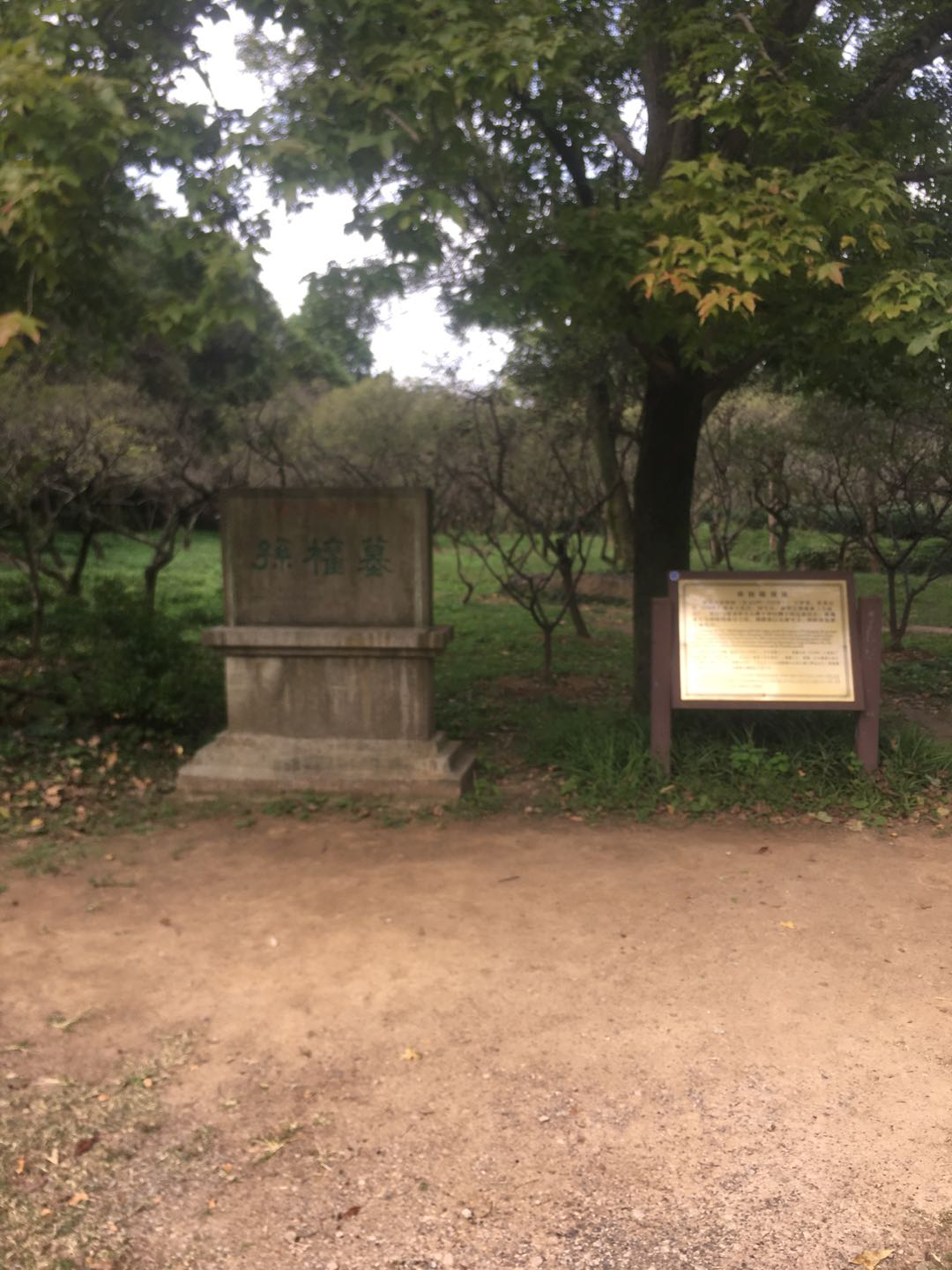
孙权墓
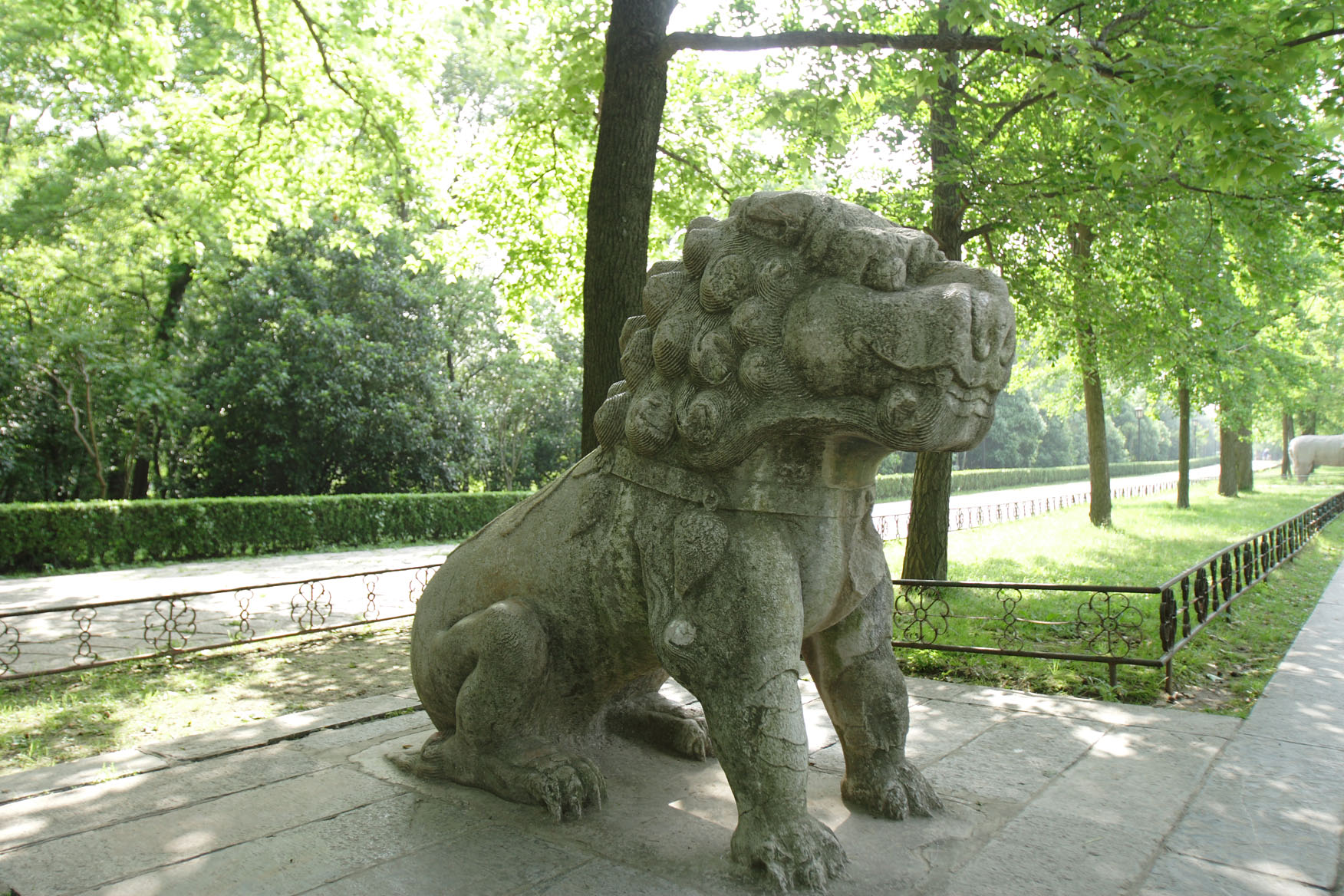
明孝陵神道上的石兽——狮
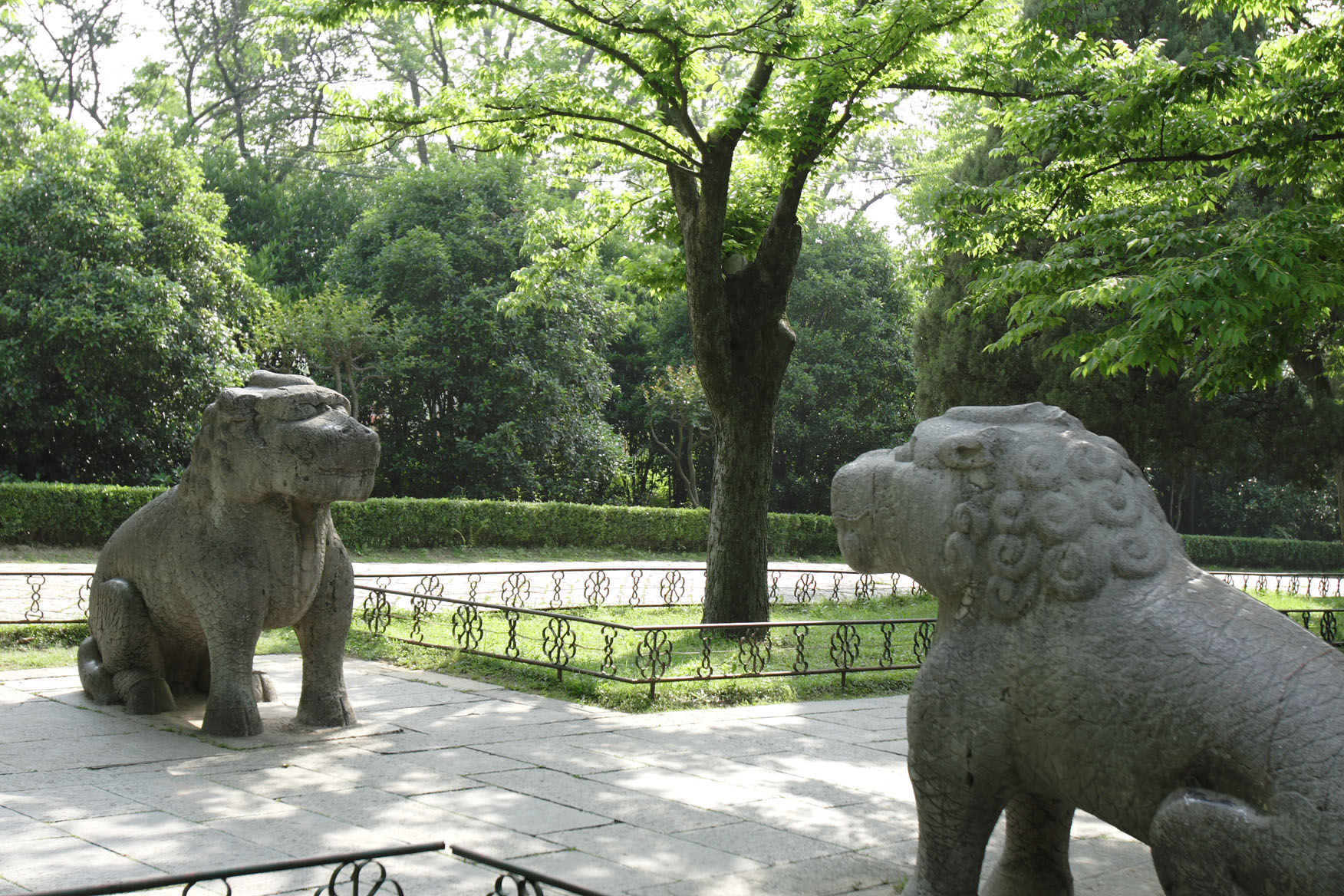
明孝陵神道上的石兽——麒麟
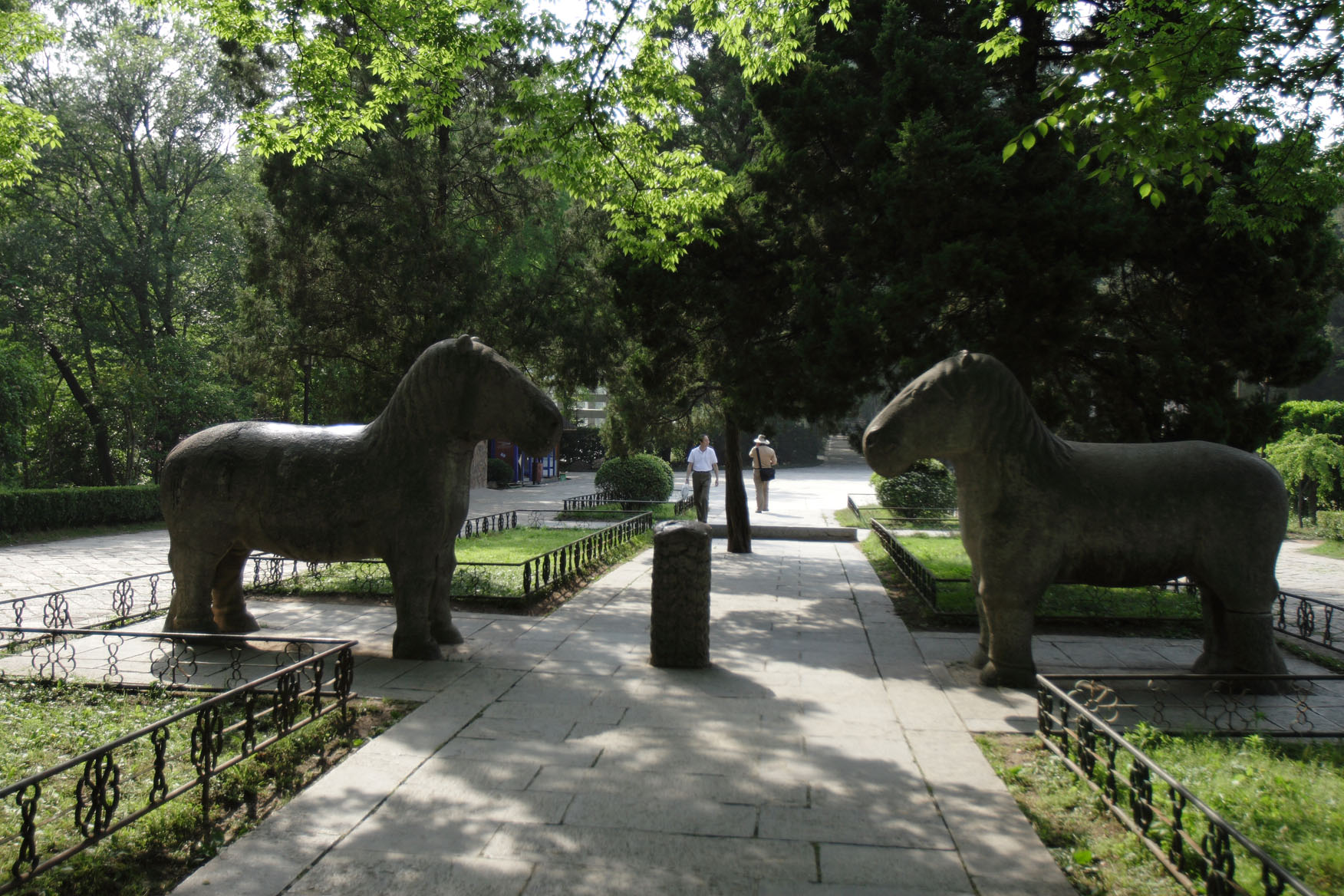
明孝陵神道上的石兽——马
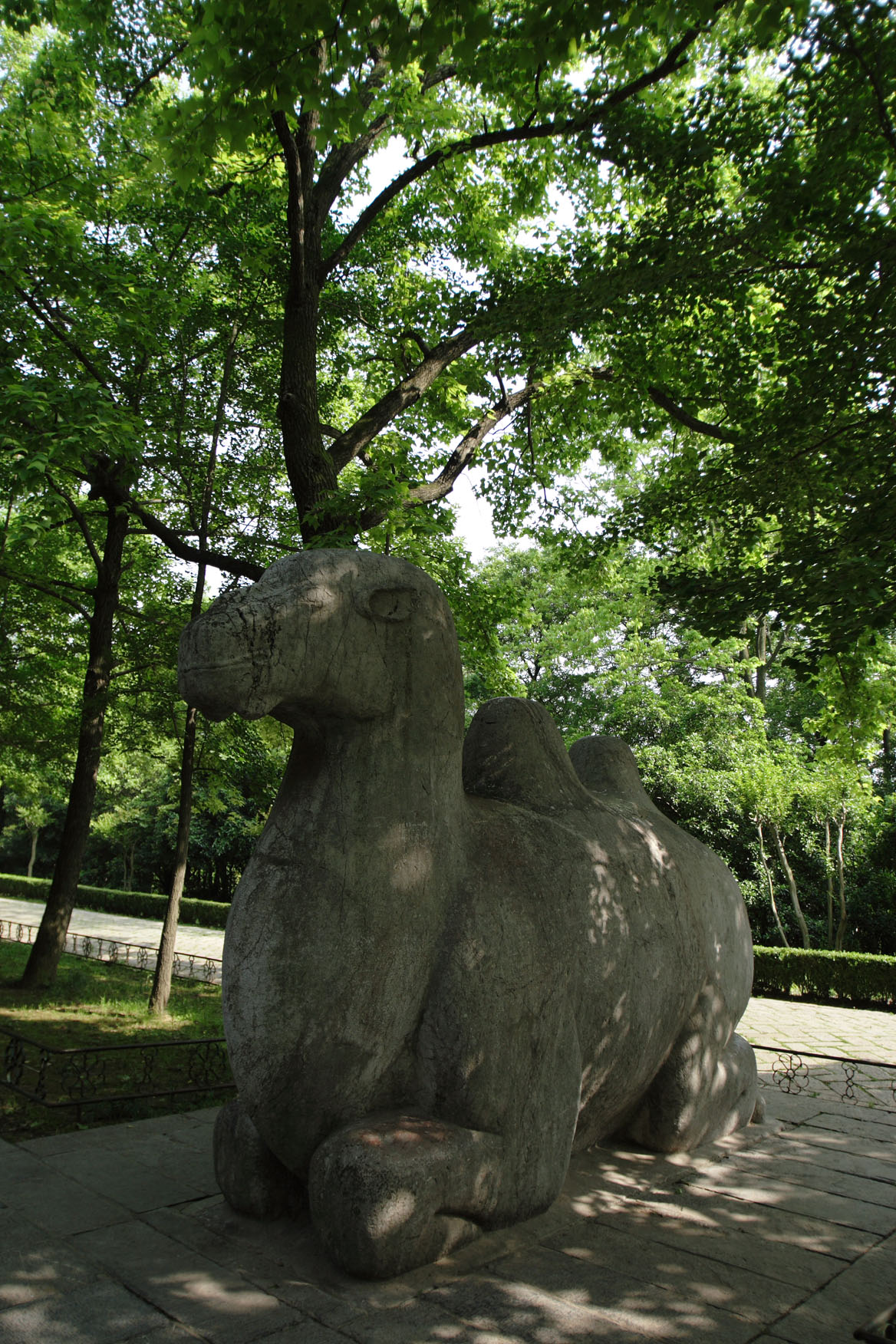
明孝陵神道上的石兽——骆驼
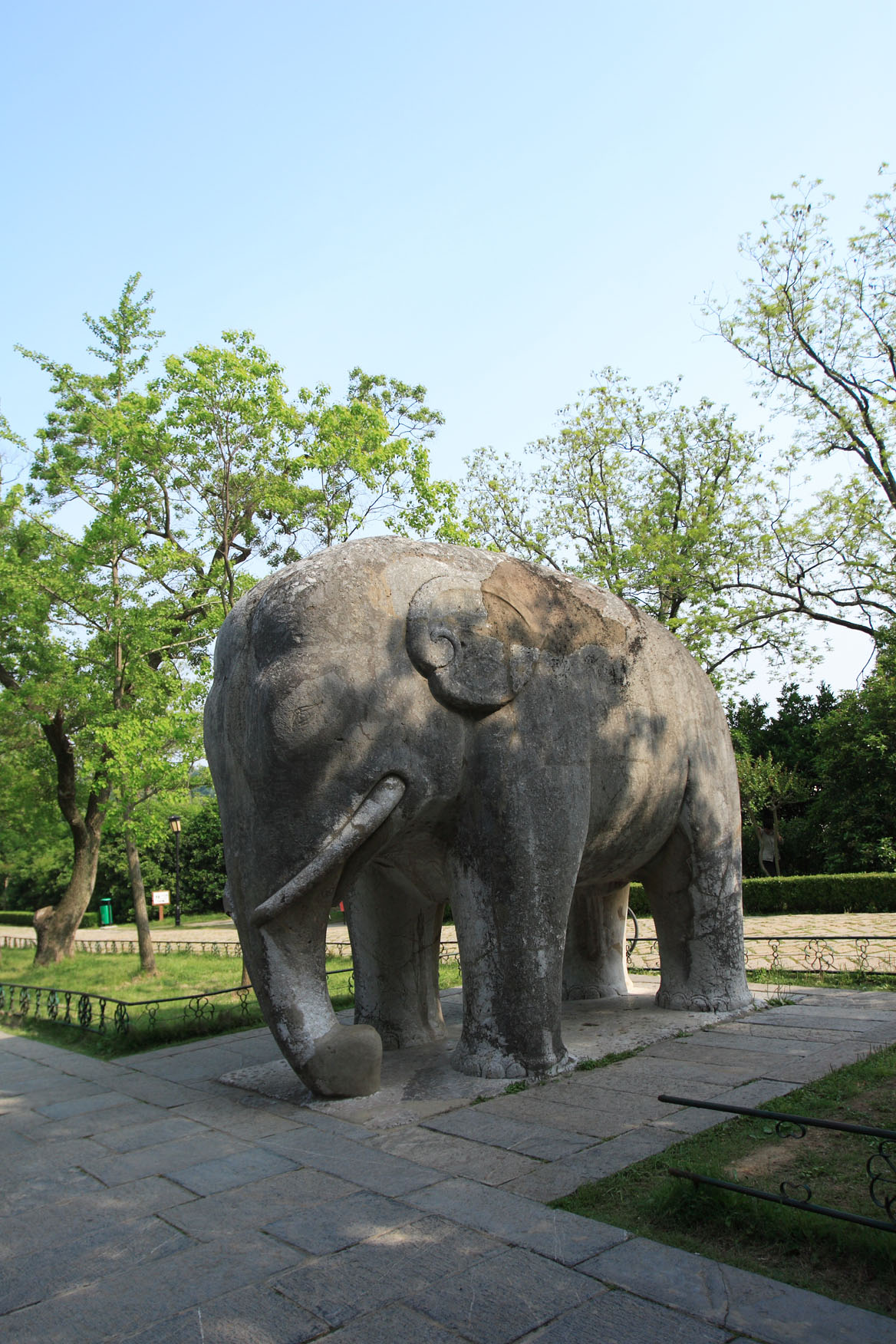
明孝陵神道上的石兽——象
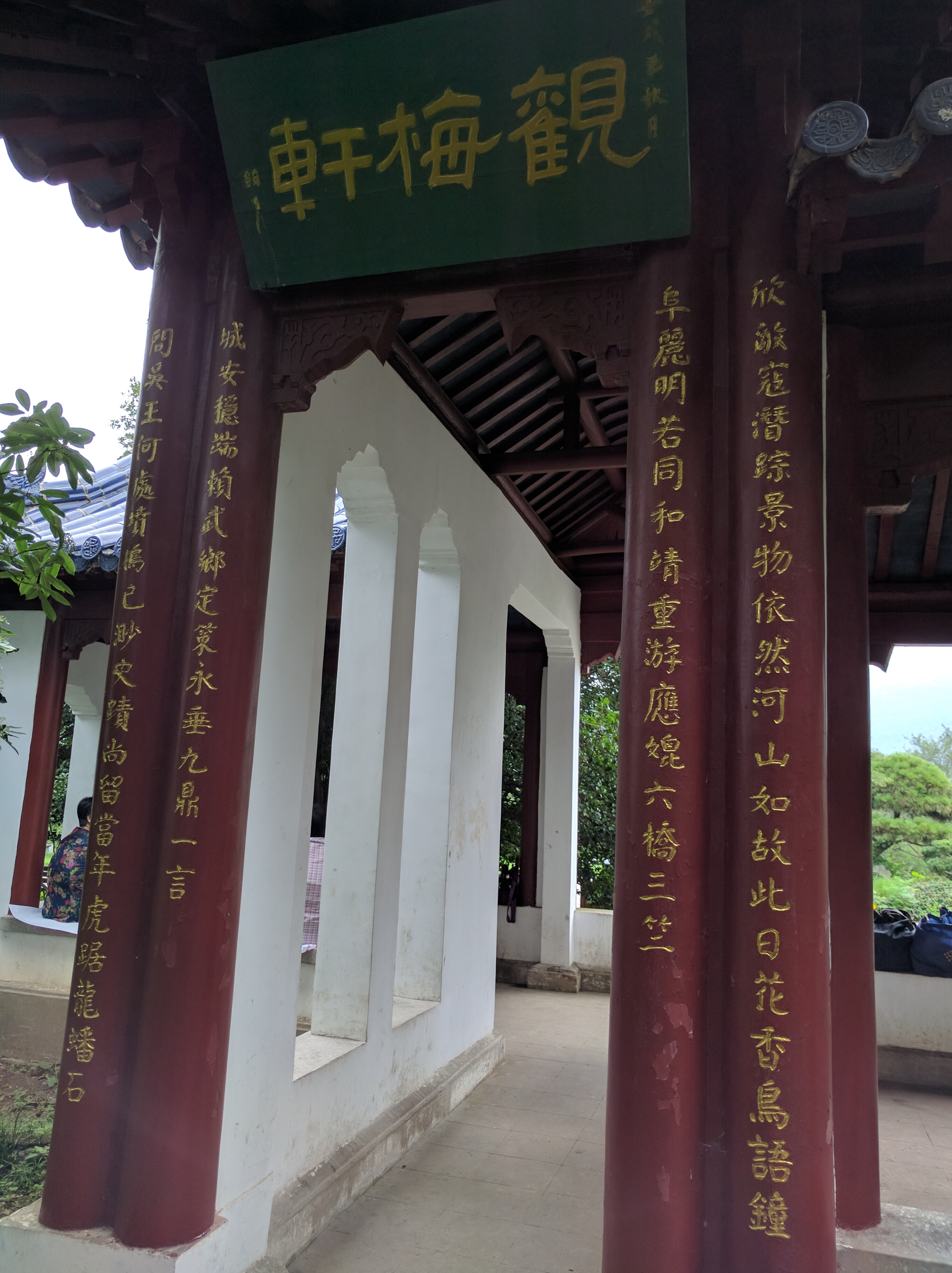
观梅轩
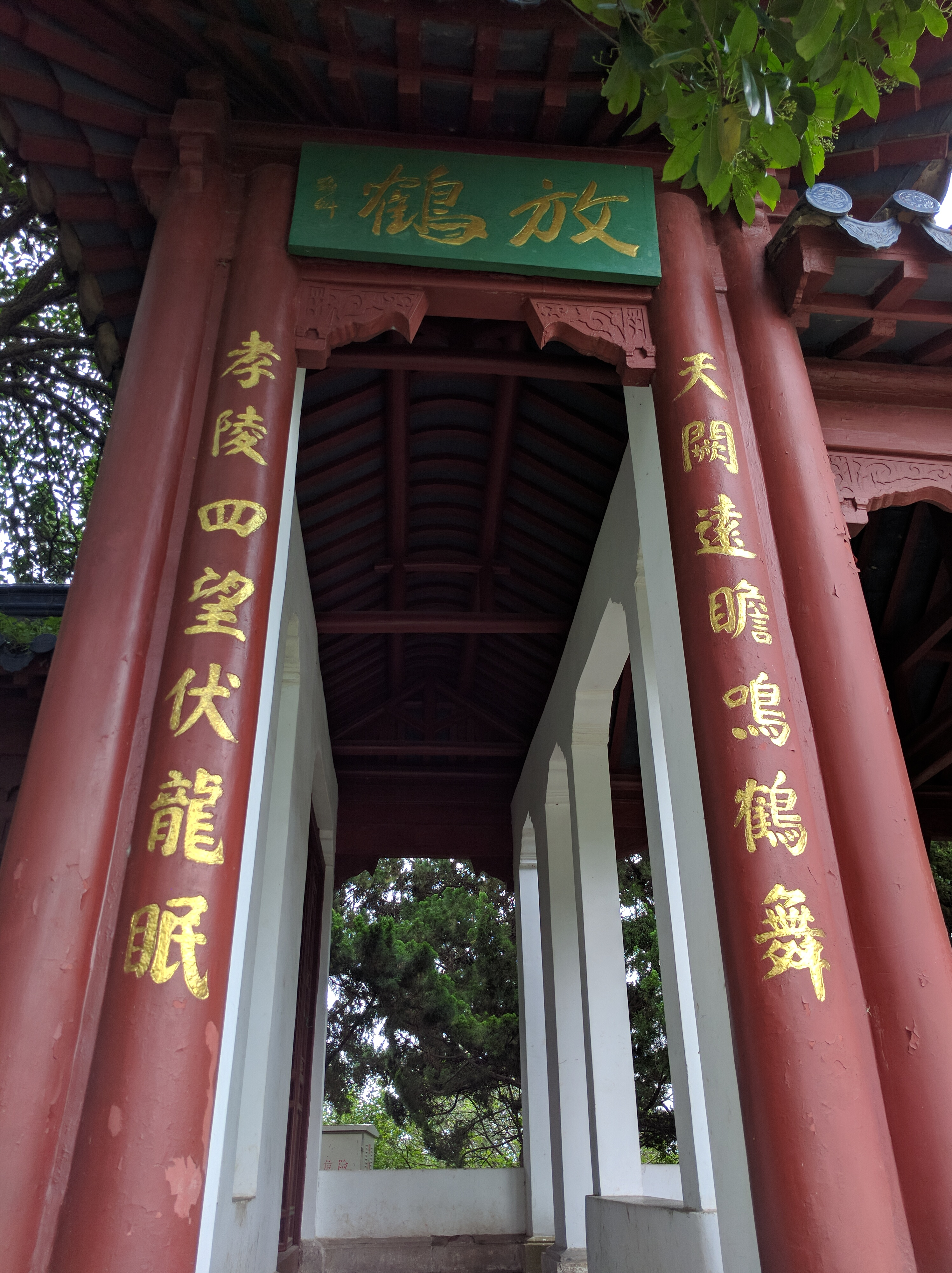
放鹤